# Arctic Dogs : Mission polaire
Pour plus de détails, voir Fiche technique et Distribution.
Arctic Dogs : Mission polaire (Arctic Justice) est un film d'animation britannique canadien co-écrit et réalisé par Aaron Woodley et co-réalisé par Dimos Vrysellas. Le film présente les voix de Jeremy Renner, Heidi Klum, James Franco, John Cleese, Omar Sy, Michael Madsen, Laurie Holden, Anjelica Huston et Alec Baldwin.

## Synopsis
Un groupe de personnages se voulant héros s'unissent pour contrer les plans du maléfique Doc Walrus qui veut détruire l'Arctique.
Swifty est un renard arctique rêvant de devenir un "super chien" de traîneau, livreur de colis qui anime l'intercommunication au sein du paisible village de Taïga city. Quand son rêve devient enfin réalité, il est confronté à une horrible réalité : l'un de ses clients n'est autre que l'affreux docteur Waltus OVW[pas clair], un morse élaborant un plan machiavélique d'accélération du réchauffement climatique de l'Arctique. Aidé de ses acolytes macareux, celui-ci kidnappe Jade, une inventrice de génie, amie renarde de Swifty...
Ce dernier parviendra-t-il à contrer le morse hargneux ?

## Fiche technique
- Titre : Arctic Dogs : Mission polaire
- Titre original : Arctic Justice
- Réalisation : Aaron Woodley
- Scénario : Jeremy Renner, Heidi Klum, James Franco, John Cleese, Omar Sy, Michael Madsen, Laurie Holden, Anjelica Huston et Alec Baldwin
- Musique originale : David Buckley
- Sociétés de production : AMBI Group, AIC Studios, Arctic Justice Movie et Assemblage Entertainment
- Distribution : Entertainment Studios
- Pays :  Canada,  Royaume-Uni
- Langue : anglais
- Dates de sortie :
- Canada : 1er novembre 2019
- États-Unis : 1er novembre 2019
- Royaume-Uni : 8 novembre 2019

## Distribution
- Jeremy Renner : Swifty
- Alec Baldwin : PB
- Heidi Klum : Jade/Bertha
- John Cleese: Doc Walrus
- Anjelica Huston : Magda
- James Franco : Lemmy
- Omar Sy : Leopold
- Michael Madsen : Duke
- Laurie Holden : Dakota

### Voix françaises
- Franck Lorrain : Swifty
- Jean-Claude Donda : Otto Von Walrus
- Bernard Lanneau : PB
- Boris Rehlinger : Lemmy
- Frantz Confiac : Léopold
- Serge Biavan : Duke
- Olivia Nicosia : Jade
- Isabelle Leprince : Magda
- Valérie Nosrée : Bertha
- Christèle Billault : Dakota
- Mathieu Rivolier : Dusty
- Clara Soares : Swifty enfant
- Valérie Bescht : Jade enfant
- Jonathan Gimbord : Castor, Chèvre
- Jérémy Prévost : Naz

## Accueil
Sur le site web de l'agrégateur de critiques de Rotten Tomatoes, le film a un taux d'approbation de 14 % basé sur 15 avis, avec une note moyenne de 3,09/10. Metacritic a donné au film un score moyen pondéré de 28 sur 100, basé sur quatre critiques, indiquant "des critiques généralement défavorables".